# Bosguérard-de-Marcouville
Bosguérard-de-Marcouville foi uma antiga comuna francesa na região administrativa da Normandia, no departamento de Eure. Estendia-se por uma área de 11,93 km². Em 2010 a comuna tinha 597 habitantes (densidade: 50 hab./km²).
Em 1 de janeiro de 2017, passou a formar parte da nova comuna de Les Monts du Roumois.